# Ted Grant
Ted Grant, egentligen Isaac Blank, född 9 juli 1913 i Germiston, Gauteng, död 20 juli 2006 i London, var en sydafrikansk-brittisk marxistisk politiker.

## Biografi
Grant föddes som Isaac Blank i Germiston, en stad strax utanför Johannesburg i Sydafrika. Familjen bestod av föräldrarna Max och Adelle Blank, brodern Isador och systrarna Rose, Rachael och Zena Blank.
Efter att ha lämnat Sydafrika tillsammans med en annan trotskist, Max Basch, ändrade de vid ankomsten till Storbritannien i december 1934 sina namn av säkerhetsskäl för sina efterlämnade familjer. Max Basch blev Sid Frost och Isaac Blank blev Ted Grant. Namnen "lånade" de av två besättningsmän på det fartyg de färdades med. Resan till Storbritannien gick via Frankrike där de träffade Trotskijs son Leon Sedov. Väl i Storbritannien gick de med i Marxist Group som arbetade inom Independent Labour Party. Marxist Group splittrades sedermera och tillsammans med Ralph Lee bildade Ted Grant Workers International League 1937.

## Revolutionary Communist Party
Grant bidrog också till att olika trotskistiska grupperingar kunde enas och tillsammans bilda Revolutionary Communist Party 1944. Revolutionary Communist Party började dock sönderfalla under åren 1947–1949 på grund av inre stridigheter. En minoritetsfraktion ledd av Gerry Healy fick Fjärde Internationalens stöd och den gamla ledningen i Revolutionary Communist Party rensades ut; Ted Grant, Jock Haston, Roy Tearse och Jimmy Deane. På Ernest Mandels förslag uteslöts Ted Grant från Fjärde Internationalens exekutivkommitté. Grant lyckades samla ett tjugotal anhängare ur spillrorna av RCP och mellan 1952 och 1954 gav man ut tidningen International Socialist och arbetade inom Labourpartiet.

## Splittringen 1953
1953 splittrades Fjärde Internationalen i två delar; Internationella Kommittén (under ledning av Gerry Healy, James P. Cannon och Pierre Lambert) och  Internationella Sekretariatet (under ledning av Michel Pablo, Pierre Frank och Ernest Mandel). I den situationen blev Ted Grants grupp officiell sektion åt Fjärde Internationalen (Internationella Sekretariatet). 1953 började man också ge ut tidningen Workers International Review.
1957 bildade man Revolutionary Socialist League som orienterade sig mot det brittiska kommunistpartiet (CPGB) som var i kraftig gungning efter Ungernrevolten 1956 och på grund av den kris för stalinismen som följde. 1958–1963 riktade man åter in sitt arbete mot Labourpartiet med tidningen Socialist Fight. 1964 gjordes ett försök att gå samman med mandeliterna i International Marxist Group (IMG), men åsiktsskillnaderna var för stora. 1964 beslutade Grants grupp för att göra en nystart och efter mycket debatt beslöt man sig att ge ut en ny tidning med namnet Militant. Kritiken mot Michel Pablo och Mandels politiska ledarskap gjorde att man på Fjärde Internationalens kongress 1965 reducerade Grants grupp till sympatiserande sektion till förmån för IMG. Strax därefter blev Grants grupp de facto utesluten.

## Committee for a Workers' International
Den systematiska orienteringen till Labourpartiet och ungdomsförbundet LPYS gjorde att Grants grupp (som i dagligt tal kallades Militant-gruppen) kunde växa väldigt fort; från 100 medlemmar 1966 till 500 medlemmar 1975. 1973 bildades Committee for a Workers' International med bland annat Offensiv som svensk sektion.
År 1980 nådde man 1 000 medlemmar och 8 000 medlemmar 1985. På den nivån låg man still under resten av 1980-talet och stora delar av ledningen för Militant började dra slutsatsen att man vuxit så mycket man kunnat inom Labourpartiet och ville nu helt ändra inriktning; att öppet utmana Labour med en ny partibildning. Detta motsatte sig en minoritet av ledningen; Ted Grant, Alan Woods, Rob Sewell med flera.

## International Marxist Tendency
Detta ledde till att Militant och den internationella organisationen CWI splittrades och 1992 bildade Ted Grant den organisation som skulle bli International Marxist Tendency (IMT), där Revolution idag är den svenska sektionen. I Storbritannien började man också ge ut tidningen Socialist Appeal och nättidningen In Defence of Marxism (www.marxist.com).
Fram till 2006 kallades IMT för Committee for a Marxist International.

## Teorier
Ted Grant var under sitt politiska liv med om att utveckla marxismen. Hans bidrag har bland annat handlat om arbetarklassens band till sina traditionella organisationer, den koloniala revolutionen och stalinismen.